# Ceratizit Pro Cycling Team
Das Ceratizit Pro Cycling Team ist ein 2014 gegründetes Radsportteam im Frauenradsport mit Sitz im Kempten.

## Organisation und Geschichte
Die Mannschaft wurde 2014 ursprünglich als ein national registriertes Team im britischen Sheffield gegründet, um an regionalen Wettbewerben teilzunehmen. Sponsor war von Beginn an WNT, das zur Luxemburger Ceratizit-Gruppe gehört, einem  Hartmetallhersteller.
Im Jahr 2017 erhielt das eine Lizenz als UCI Women’s Team unter britischer Nationalität und im Jahr darauf mit dem Radkomponentenhersteller Rotor einen zweiten Namenssponsor. Zur Saison 2019 wurde das Team als deutsche Mannschaft registriert und belegte sowohl in der WorldTour wie in der  Weltrangliste den neunten Rang. Nach Ablauf der Saison 2019 wurde bekannt gegeben, dass Ceratizit von Rotor die Position als Namenssponsor ab 2020 übernehme, aber Rotor weiter Sponsor bleibe.
Die Saison 2023 schloss das Ceratizit-WNT Pro Cycling Team als zweitbestes Continental Team in der Weltrangliste ab. Deshalb erhielt das Team zur Saison 2024 eine der beiden frei gewordenen Lizenzen als UCI Women’s WorldTeam. In der ersten Saison als WorldTeam erzielte die Mannschaft insgesamt 20 Siege, darunter ein Etappenerfolg bei der Tour de France Femmes durch Cédrine Kerbaol. Highlight war zum Saisonende die Tour of Chongming Island, bei der das Team alle Etappen gewann und im Gesamtklassement die ersten beiden Plätze belegte.
Zur Saison 2025 durchlief das Team einen personellen Umbruch. Zehn der fünfzehn Fahrerinnen verließen das Team, mit Marta Lach und Cédrine Kerbaol auch zwei Leistungsträgerinnen, wobei Kerbaol von einer Ausstiegsklausel aus dem Reglement der UCI profitierte. Von den acht Neuverpflichtungen kam nur Daniek Hengeveld aus einem anderen WorldTour-Team.

## Platzierungen in UCI-Ranglisten
| UCI World Tour | UCI World Tour | UCI World Tour                   | UCI World Tour |
| Jahr           | Teamwertung    | Einzelwertung                    |                |
| -------------- | -------------- | -------------------------------- | -------------- |
| 2017           | 24.            | Katie Archibald (82. )           |                |
| 2018           | 32.            | Aafke Soet (126. )               |                |
| 2019           | 9.             | Kirsten Wild (19. )              |                |
| 2020           | 7.             | Lisa Brennauer (3. )             |                |
| 2021           | 12.            | Lisa Brennauer (14. )            |                |
| 2022           | 13.            | Maria Giulia Confalonieri (42. ) |                |
| 2023           | 11.            | Marta Lach (33. )                |                |
| 2024           | 10.            | Marta Lach (22. )                |                |
|                |                |                                  |                |
| Quelle: UCI    |                |                                  |                |

| UCI Ranking | UCI Ranking | UCI Ranking                      | UCI Ranking |
| Jahr        | Teamwertung | Einzelwertung                    |             |
| ----------- | ----------- | -------------------------------- | ----------- |
| 2017        | 27.         | Hayley Simmonds (70. )           |             |
| 2018        | 34.         | Aafke Soet (144. )               |             |
| 2019        | 9.          | Lisa Brennauer (15. )            |             |
| 2020        | 7.          | Lisa Brennauer (4. )             |             |
| 2021        | 12.         | Lisa Brennauer (10. )            |             |
| 2022        | 14.         | Maria Giulia Confalonieri (42. ) |             |
| 2023        | 10.         | Marta Lach (27. )                |             |
| 2024        | 8.          | Marta Lach (16. )                |             |
|             |             |                                  |             |
| Quelle: UCI |             |                                  |             |

## Mannschaft 2025
| Teamkader 2025                     | Teamkader 2025     | Teamkader 2025 | Teamkader 2025                      |
| Name                               | Geburtsdatum       | Land           | Vorheriges Team                     |
| ---------------------------------- | ------------------ | -------------- | ----------------------------------- |
| Sandra Alonso                      | 19. August 1998    | Spanien        | Bizkaia-Durango (2021)              |
| Franziska Brauße                   | 20. November 1998  | Deutschland    |                                     |
| Kristýna Burlová                   | 25. März 2002      | Tschechien     | Lifeplus Wahoo (2024)               |
| Mylène de Zoete                    | 3. Januar 1999     | Niederlande    | AG Insurance NXTG (2022)            |
| Lana Eberle                        | 28. November 2003  | Deutschland    |                                     |
| Sara Fiorin                        | 24. September 2003 | Italien        | UAE Development Team (2024)         |
| Elena Hartmann (14. Mär.–31. Dez.) | 12. Dezember 1990  | Schweiz        | Roland (2024)                       |
| Fariba Hashimi                     | 22. April 2003     | Afghanistan    | World Cycling Centre (2024)         |
| Daniek Hengeveld                   | 17. November 2002  | Niederlande    | Team dsm-firmenich PostNL (2024)    |
| Marta Jaskulska                    | 25. März 2000      | Polen          | Liv Racing TeqFind (2023)           |
| Célia Le Mouel                     | 20. Juli 2000      | Frankreich     | St Michel-Mavic-Auber 93 (2024)     |
| Dilyxine Miermont                  | 16. Mai 2000       | Frankreich     | St Michel-Mavic-Auber 93 (2024)     |
| Sarah Van Dam                      | 4. Dezember 2001   | Kanada         | DNA Pro Cycling (2024)              |
| Petra Zsanko                       | 18. Februar 2001   | Ungarn         | RC ARBÖ-Tom Tailor-RBK-Wörgl (2024) |
|                                    |                    |                |                                     |
| Quelle: ProCyclingStats            |                    |                |                                     |